# Is It a Crime?
«Is It a Crime» — сингл английской группы Sade с альбома Promise (1985), вышедший в 1986 году.
Он был издан на студии Epic Records и в дальнейшем включался во многие альбомы группы. Авторами песни были Шаде Аду, Эндрю Хейл и Гордон Мэтьюмен.

## Отзывы
Таня Рена Джефферсон из AXS заявила, что «„Is It A Crime“ — это джазовая песня в стиле Smooth jazz („мягкий джаз“, „лёгкий джаз“, „поп-джаз“), которая наполняет ваш мозг душевной радостью. Sade поёт с уверенностью о том, как она влюблена, и она так влюблена, что задается вопросом, является ли это преступлением, что она так любит своего любовника. У романтической песни отличный темп, который наполняет ваши уши внезапным расслаблением и легкостью». Софи Хивуд из газеты The Guardian прокомментировала: «Склонность Шаде к эпическим масштабам была полностью подтверждена этим шестиминутным синглом 1986 года, от его длины до метафор: её любовь здесь „шире озера Виктория … выше Эмпайр-Стейт“ и, безусловно, способна пересечь и половину земного шара».

## Список композиций
7" сингл (Великобритания)
- Сторона A:

1. «Is It A Crime» — 6:21

- Сторона B:

1. «Punch Drunk» — 5:25

12" макси-сингл (Великобритания)
- Сторона A:

1. «Is It A Crime» — 6:21

- Сторона B:

1. «Wired» — 3:34
2. «Punch Drunk» — 5:25

## Позиции в чартах
| Чарт (1986)                           | Высшая позиция |
| ------------------------------------- | -------------- |
| Бельгия/Фландрия (Ultratop 50)        | 28             |
| Финляндия (Suomen virallinen lista)   | 17             |
| Франция (SNEP)                        | 46             |
| Ирландия (IRMA)                       | 21             |
| Нидерланды (Dutch Top 40)             | 32             |
| Нидерланды (Single Top 100)           | 24             |
| Швейцария (Schweizer Hitparade)       | 30             |
| Великобритания (OCC UK Singles)       | 49             |
| США (Billboard Adult Contemporary)    | 32             |
| США (Billboard Hot R&B/Hip-Hop Songs) | 55             |
| ФРГ (GfK)                             | 57             |